# Diecezja kijowska
Diecezja kijowska – biskupstwo kościoła katolickiego obrządku łacińskiego, erygowane  w 1397 w Kijowie przez namiestnika kijowskiego Iwana Olgimuntowicza Holszańskiego.
Pierwszymi kijowskimi biskupami misyjnymi byli w XIV wieku dominikanie:
- Henryk (przed 1321),
- Jakub (przed 1371),
- Mikołaj (przed 1383)
- Borzysław.

Pierwszym kijowskim biskupem diecezjalnym został w 1397 Andrzej. Przed 1405 król Polski Władysław II Jagiełło uposażył biskupstwo i zbudował w Kijowie katedrę łacińską.
Diecezja kijowska objęła swym zasięgiem księstwo kijowskie, księstwo siewierskie, księstwo czernihowskie i księstwo smoleńskie (Smoleńszczyzna odpadła od diecezji kijowskiej w 1636, z chwilą erygowania diecezji smoleńskiej). Ośrodkiem domeny biskupiej było miasto Fastów, gdzie biskupi kijowscy wznieśli swoją rezydencję i od czasów biskupa Krzysztofa Kazimirskiego stale tam przebywali.
Po zniszczeniu katedry łacińskiej w Kijowie przez wojska Chmielnickiego diecezja znalazła się w kryzysie i była ograniczona do obszarów Kijowszczyzny po prawej stronie Dniepru. Kapituła katedralna odbywała swe posiedzenia w Lublinie lub w Sokalu. Sytuacja poprawiła się po traktacie pruckim w 1711, w którym Rosja zrzekła się do pretensji do Ukrainy prawobrzeżnej, gdy wyludnione obszary zaczęto zasiedlać ludnością z Małopolski i Mazowsza.
Po odpadnięciu Kijowa od Rzeczypospolitej w 1686, biskup Samuel Jan Ożga odnowił diecezję i przeniósł stolicę biskupstwa do Żytomierza, gdzie też w 1724 r. zbudował nową katedrę (od 1740 murowaną). Tam także przeniósł kapitułę. Biskup podzielił też diecezję na trzy dekanaty z siedzibami w Żytomierzu, Owruczu i Fastowie.
Karol Orłowski, prałat, archidiakon kijowski, wydał dzieło: „Defensa Biskupstwa i diecezji Kijowskiej” we Lwowie w roku 1748.
W 1619 diecezja liczyła 19 parafii, w 1724 – 21, w 1772 31 parafii, w 1793 – 43. Podlegał jej także archidiakonat czernihowski. Pod koniec XVIII wieku w diecezji kijowskiej były 38 kościołów katolickich i kaplic publicznych (21 zakonnych, 12 obsługiwanych przez księży diecezjalnych oraz 5 kościołów filialnych i kaplic publicznych).
W 1798 połączona z częścią diecezji łuckiej utworzyła diecezję łucko-żytomierską. Obecnie jej kontynuatorką jest diecezja kijowsko-żytomierska.